# 金背松鼠
金背松鼠（学名：Callosciurus caniceps）为松鼠科丽松鼠属的动物，原生在西马来西亚，泰国和缅甸南部，现在已经人为引进琉球群岛。该物种的模式产地在缅甸。

## 亚种
- 金背松鼠台湾亚种（学名：Callosciurus caniceps thaiwanensis），Bonhte于1901年命名。分布于台湾等地。该物种的模式产地在台湾南部。[3]

## 保护
本种于2023年被收录入《有重要生态、科学、社会价值的陆生野生动物名录》。